# Indian National Congress (Organisation)
Indian National Congress (Organisation), även kallat Congress (O), INC(O) eller informellt Old Congress, var majoritetsfraktionen av Kongresspartiet i Indien efter en söndring 1969. Minoriteten leddes då av Indira Gandhi. Dock blev Gandhis fraktion, Congress (I), formellt erkänd som den "riktiga" efterföljaren till Kongresspartiet av indiska valkommissionen (Election Commission of India).